# Friedrich Eduard von Rheineck
Baron Friedrich Eduard von Rheineck (griechisch Φρήντριχ Έντουαρντ Ράινεκ; * 2. November 1796 in Potsdam; † 26. Oktober 1854 in Athen, Griechenland) war ein preußischer Kavallerieoffizier und Philhellene.

## Leben
Rheineck kämpfte zunächst während der Befreiungskriege in der Preußischen Armee gegen Napoleon Bonaparte. 1822 brachte er Unterstützungsgelder von deutschen Vereinen aus Koblenz für den Griechischen Unabhängigkeitskrieg nach Korinth. Als Adjutant von Alexandros Mavrokordatos nahm er bei der Verteidigung Mesolongis gegen die Osmanen teil, wurde deshalb in Griechenland berühmt und zum Oberst des griechischen Heeres ernannt.
Im Juni 1828 wurde er von Ioannis Kapodistrias mit einer Armee nach Kreta entsandt. Er war bis September 1829 Leiter des Revolutionsrates auf Kreta. Unter seinen Kämpfern war auch der griechische Dichter Michael Chourmouzis.
Am 20. April 1832 wurde er Leiter der Akademie der griechischen Streitkräfte. Im Februar 1840, er war inzwischen zum Generalmajor befördert worden, verließ er die Akademie, da er zum Vorsitzenden des Militär-Appellationsgerichtshofs ernannt worden war. Er starb am 26. Oktober 1854 in Athen und wurde auf dem Athener Friedhof beigesetzt.

## Familie
Friedrich Eduard von Rheineck heiratete um 1830 Efrosini Mavrokordatos (* 14. Februar 1800; † 4. Januar 1885), die Schwester von Alexandros Mavrokordatos. Sie hatten fünf Kinder:
- Wilhelmine Amalia (* 1. August 1831 in Nafplio; † 14. Oktober 1904 in Tarabya) ⚭ Aristidis Baltazzi
- Adolphos (* 1833 in Nafplio; † 1933 in Lausanne)
- Aristides (* 1834 in Nafplio; † 1913 in Athen), Generalleutnant[8]
- Alexandros (* 1834 in Nafplio; † 1897 in Bukarest)
- Kimon (* 1840 in Piräus; † 1922 in Bukarest)